# Trite caledoniensis
Trite caledoniensis es una especie de araña saltarina del género Trite, familia Salticidae. Fue descrita científicamente por Patoleta en 2014.
Habita en Nueva Caledonia.